# Hydropsyche modesta
Hydropsyche modesta is een schietmot uit de familie Hydropsychidae. De soort komt voor in het Palearctisch gebied.